# 盧弘宣
卢弘宣（?—?），字子章，唐朝官员。
唐宪宗元和年间中进士。郑权在襄阳担任山南东道节度使，征辟他署幕府。李愬取代郑权，二人互相憎恨。卢弘宣去见李愬，李愬让左右卫兵威严排列，和他说话，见其高昂豪迈，不觉心中起敬。裴度留守东都，上表任用他为判官，官至给事中。驸马都尉韦处仁拜为虢州刺史，卢弘宣任用任用不妥当，封还诏书不下。唐文宗开成年间，山南、江西发大水，唐文宗下诏让卢弘宣与吏部郎中崔瑨分道救济，回朝，担任京兆尹、刑部侍郎。拜剑南东川节度使。当年有饥荒，酋长豪强自称为王，开粮仓招亡命，联合蓬州、泸州、嘉州、荣州诸州蛮人变乱。卢弘宣下檄文恩威并施，变乱之党投降，强硬的在军中任职，孱弱无能的还家为农。酋长逃入峡谷中，被吏员捕杀。改任义武节度使。卢弘宣性情宽厚，政令简省，百姓便利安稳，对犯法者不宽容。河北故法，在军中互相私语而处死，卢弘宣开始废除。皇帝下诏赐其军粟三十万斛，贮存在飞狐，卢弘宣认为运输费超过粮食的价值，命令官吏只守不运。次年春，大旱，教百姓尽力去取这些粟米，当时幽州、魏州饥荒严重，只有易州、定州自如。至秋天，收回借贷的粮食，军粮充足。历任工部尚书、秘书监，以太子少傅致仕。七十七岁去世，赠尚书右仆射。卢弘宣担心士庶人家祭祀没有定仪，于是综合古代十二位礼学家的礼法，损益其当，编写成书。
其子卢告，字子有，及进士第，官至给事中。